# 김보람 (연출가)
김보람은 대한민국의 기업인이자 크리에이티브 디렉터이다

## 작품

### 영화
- 중편영화 <207가의 디귿자 아파트>[1]

### 뮤직비디오
- 포지션 - 죽을 만큼
- HOMME(창민&이현) - 들리지 않는 말
- 임정희 - 날 사랑하지 마
- 국방부 편곡 군가 - 멋진 사나이
- 박효신 - 푸른 소나무
- 윤종신 김현철 김광진 양진석 - 강변북로
- 거미 - 기다리고 싶어
- 현빈 - 그남자
- 성시경 - 너는 나의 봄이다
- 백지영 - 그여자
- 슈퍼주니어 - 입술을 깨물고
- 변진섭 - 눈물이 쓰다
- 더블케이 & 바비킴 - 너 하나만 못해
- 김연우 - 가끔은 혼자 웁니다
- Kara - Baby Boy
- 2PM - Angel
- 서영은 - 그리움이 내린 나무[2]
- 크라잉넛 - 불편한 파티
- 원써겐 - My Love[3]

### 광고
- Adidas
- HONDA All New CR-V
- HONDA CR-Z
- Lesmore
- SPRIS
- PUMA
- SK 스피드메이트[4]

## 언론매체 소개
- '강남스타일' 뮤직비디오의 중요성, 싸이는 알았을까[5]
- 한 편의 뮤직비디오 이렇게 만들어진다...그 처음과 끝[6]
- 뮤직비디오 감독 흥분케 한 '크라잉 넛', "최고 재미 선사"[7]